# Игры Юго-Восточной Азии 2025
Игры Юго-Восточной Азии 2025 года (тайск. กีฬาซีเกมส์ 2025), официально 33-е Игры Юго- Восточной Азии или Игры Юго-Восточной Азии 2025 года, также известные как Бангкок — Чонбури — Сонгкхла 2025 — предстоящее международное мультиспортивное мероприятие санкционированные Федерацией игр Юго-Восточной Азии (SEAGF), которое должно пройти с 9 по 20 декабря 2025 года в Таиланде, а столичные регионы Бангкока, Чонбури и Сонгкхла являются их основными городами-организаторами.
Совместная заявка трех городов была присуждена Играм 13 января 2023 года, после того как Федерация игр Юго-Восточной Азии (SEAGF) подтвердила Таиланд в качестве принимающей страны. Это был первый случай, когда города-организаторы были выбраны для проведения Игр Юго-Восточной Азии в процессе торгов и выборов.
Это будут седьмые Игры Юго-Восточной Азии в Таиланде, пятые для Бангкока (ранее здесь проходили Игры Пюва 1959 года, Игры Пюва 1967 года, Игры Пюва 1975 года и Игры ЮВА 1985 года.